# The Border Legion (film 1924)
The Border Legion è un film muto del 1924 diretto da William K. Howard. La sceneggiatura di George C. Hull si basa sull'omonimo romanzo di Zane Grey pubblicato a New York nel 1916; romanzo che era già stato adattato per il cinema da un altro The Border Legion diretto nel 1918 da T. Hayes Hunter.
Di genere western, il film - prodotto dalla Famous Players-Lasky Corporation - fu distribuito negli Stati Uniti dalla Paramount Pictures il 19 ottobre 1924.

## Trama
Jim Cleve, accusato di codardia da Joan Randle, la sua fidanzata, si unisce a una banda di fuorilegge conosciuta con il nome di Border Legion. Joan, pentita, si mette sulle sue tracce ma viene attaccata dal capo della banda, Kells, a cui lei spara. L'uomo resta ferito ma la ragazza si prende cura di lui, guarendolo. Il bandito promette di proteggerla. Ma quando arriva anche Jim a reclamare la donna, Kells viene ucciso dagli stessi uomini della sua banda.

## Produzione
Il film fu prodotto dalla Famous Players-Lasky Corporation

## Distribuzione
Il copyright del film, richiesto dalla Famous Players-Lasky Corp., fu registrato il 21 ottobre 1924 con il numero LP20661.

Distribuito negli Stati Uniti dalla Paramount Pictures, il film uscì nelle sale il 27 ottobre o il 24 novembre 1924 dopo essere stato proiettato in prima a New York probabilmente il 19 ottobre. In Portogallo era già stato presentato il 22 agosto 1924 con il titolo Os Dramas do Oeste; in Finlandia, uscì il 19 settembre 1926.
Non si conoscono copie ancora esistenti della pellicola che viene considerata presumibilmente perduta.

## Differenti versioni
Il romanzo The Border Legion fu portato diverse volte sullo schermo:
- 1918 The Border Legion, regia di T. Hayes Hunter (Goldwyn) con Blanche Bates, Hobart Bosworth
- 1924 The Border Legion, regia di William K. Howard (Paramount) con Antonio Moreno
- 1930 The Border Legion, regia di Otto Brower, Edwin H. Knopf (Paramount) con Jack Holt, Fay Wray
- 1934 The Last Round-Up, regia di Henry Hathaway (Paramount) con Randolph Scott
- 1940 The Border Legion, regia di Joseph Kane (Republic) con Roy Rogers